# 하르당에르비다

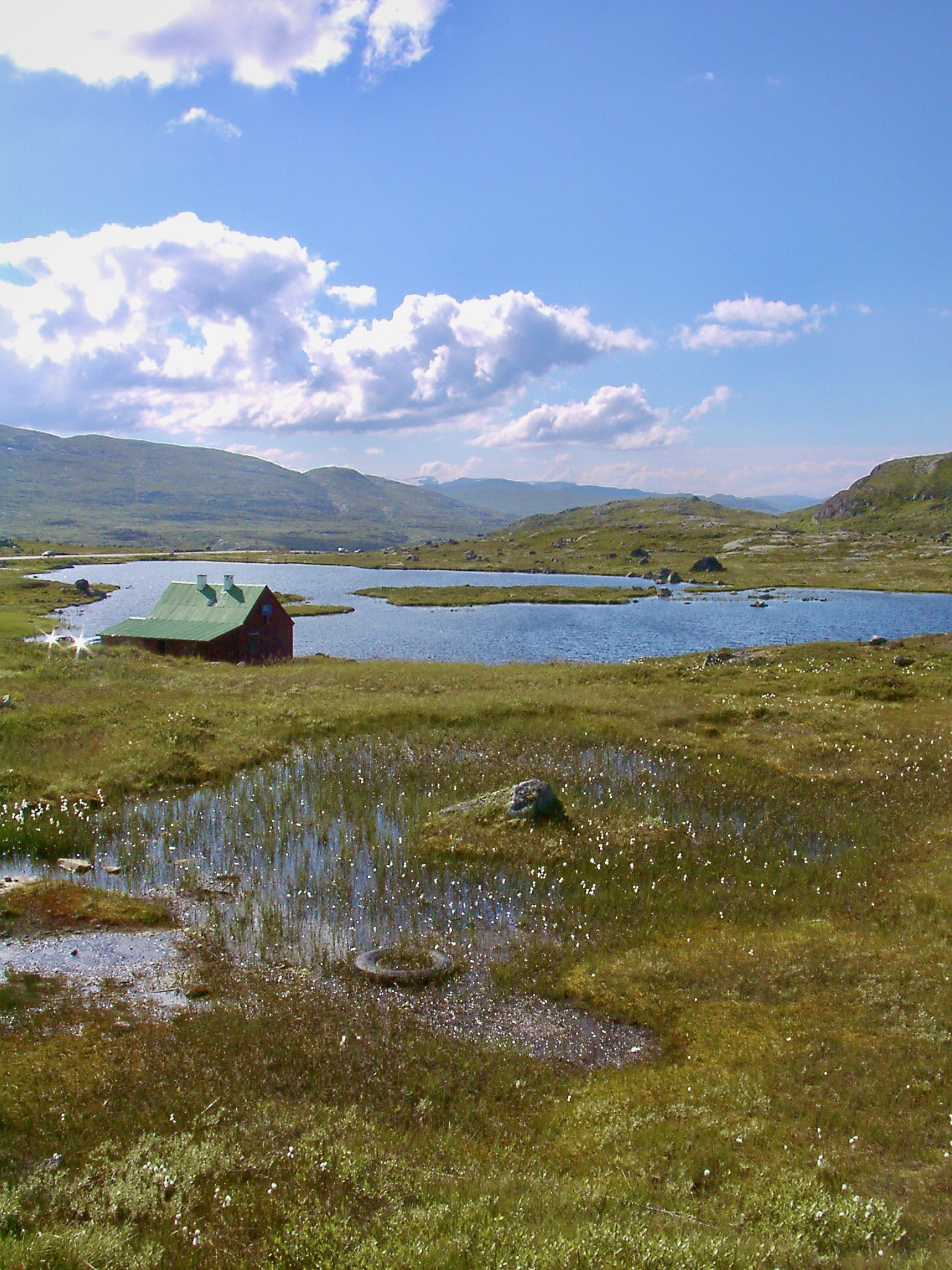
하르당에르비다

하르당에르비다(노르웨이어: Hardangervidda)는 노르웨이 텔레마르크주 리우칸에 위치한 고원이다.